# 下黑森

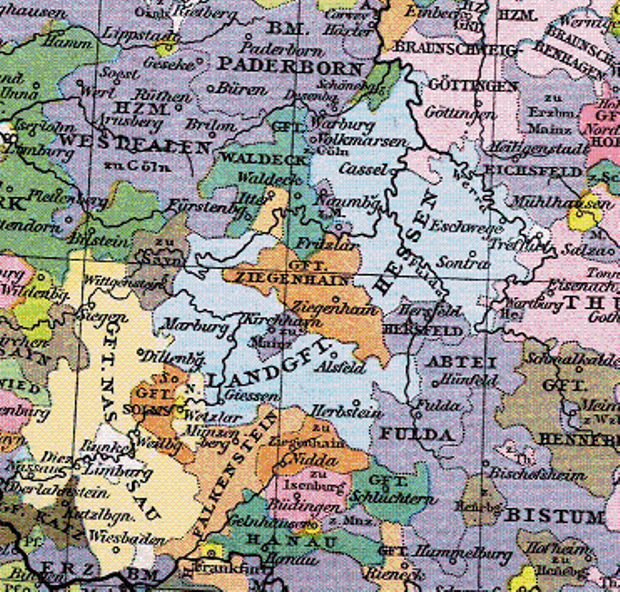
1400年左右的上下黑森（淺藍色）

下黑森（德語：Niederhessen）是德國黑森州北部一個地區的歷史名稱。
下黑森一詞起源於中世紀，指的是黑森州所謂的“下公國”。1450年齊根海因伯爵領地與上公國（也即後來的上黑森）分離。它覆蓋了富爾達河和埃德河下游以及施瓦爾姆河、韋拉河和威悉河上游的地區，包括卡塞尔、埃夫策河畔洪贝格、梅尔松根和富尔达河畔罗滕堡等城市。
1567 年，黑森伯爵腓力一世去世後，黑森被他的四個兒子瓜分，下黑森成為新的黑森-卡塞爾伯國的中心，該領地由他的兒子威廉四世繼承。